# Kościół Chrystusa Króla w Kielcach
Kościół Chrystusa Króla – rzymskokatolicki kościół parafialny należący do dekanatu Kielce-Południe diecezji kieleckiej. Znajduje się w kieleckiej dzielnicy Baranówek.

## Historia i wyposażenie
Świątynia została wzniesiona w latach 1965-1968. Budowlę zaprojektował architekt Czesław Cęckiewicz. Wyposażenie wnętrza jest współczesne. Cała ściana ołtarzowa w prezbiterium jest wypełniona mozaiką przedstawiającą Chrystusa Króla, wykonaną przez Marię Ledkiewicz-Wodnicką, która harmonizuje ze stacjami Drogi Krzyżowej i wysokimi oknami witrażowymi.
Świątynia została konsekrowana w 1968 roku przez biskupa Jana Jaroszewicza.
Kościół posiada relikwie i ołtarz św. Urszuli Ledóchowskiej.
Świątynia znajduje się w spisie obiektów gminnej ewidencji zabytków miasta Kielce.